# Сейдилия
Сейдилия или Сейдили (на македонска литературна норма: Сејдилија) е бивше село в централната източна част на Северна Македония, община Карбинци.

## География
Селото е разположено в планината Плачковица.

## История
В XIX век Сейдилия е село в Щипска кааза на Османската империя. Според статистиката на Васил Кънчов („Македония. Етнография и статистика“) от 1900 година Сейдили има 50 жители, всички турци.
Според Димитър Гаджанов в 1916 година в Сейдиллий живеят 86 турци.